# Lorenzo Vavassori
Lorenzo Vavassori (Torino, 26 dicembre 1995) è un attore italiano.

## Biografia
Lorenzo Vavassori esordisce molto giovane nella soap opera italiana Cento vetrine. Nel 2003 con il film Senza freni viene scelto come protagonista accanto a Paola Cortellesi e Claudio Amendola e nel 2008 recita nella miniserie televisiva La stella della porta accanto. Nel 2011 nella prima stagione della serie televisiva italiana Fuoriclasse interpreta il ruolo di Michele accanto a Luciana Littizzetto.

## Filmografia

### Attore
- Senza freni (2003)
- Cento vetrine - serie TV (2003)
- Don Gnocchi (2003)
- La stella della porta accanto (2008)
- Fratelli Benvenuti (2009)
- La fisica dell'acqua (2009)
- Don Matteo, episodi Don Matteo sotto accusa (2011) e Colpi proibiti (2016)
- Fuoriclasse - serie TV, 12 episodi (2011)